# Glinki (jezioro w województwie lubuskim)
Glinki – jezioro w woj. lubuskim, w powiecie strzelecko-drezdeneckim, w gminie Drezdenko, leżące na terenie Kotliny Gorzowskiej, w zachodniej części Puszczy Noteckiej.

## Hydronimia
Do 1945 roku jezioro nazywane było Lehmkuthen See. 17 września 1949 roku wprowadzono nazwę Glinki. Obecnie państwowy rejestr nazw geograficznych jako nazwę główną jeziora podaje Glinki, jednocześnie wymienia nazwę oboczną: Jezioro Błotne.

## Morfometria
Według danych Instytutu Meteorologii i Gospodarki Wodnej powierzchnia zwierciadła wody jeziora wynosi 24,0 ha. Średnia głębokość zbiornika wodnego to 1,2 m, a maksymalna – 2,4 m. Lustro wody znajduje się na wysokości 34,1 m n.p.m. Objętość jeziora wynosi 288,0 tys. m³. Natomiast A. Choiński określił poprzez planimetrowanie na mapach 1:50000 wielkość jeziora na 21,0 ha.
Według Mapy Podziału Hydrograficznego Polski jezioro leży na terenie zlewni szóstego poziomu Gościmka do dopł. z jez. Lubiatówko i jez. Solecko (l). Identyfikator MPHP to 188961. 

## Zagospodarowanie
Administratorem wód jeziora był Regionalny Zarząd Gospodarki Wodnej w Poznaniu. Utworzył on obwód rybacki, który obejmuje między innymi wody jezior Zdroje i Glinki wraz z wodami kanału Gościmka od jej źródeł do ujścia do rzeki Noteć (Obwód rybacki jeziora Solecko na cieku bez nazwy w zlewni kanału Gościmka – Nr 1). Od czasu reformy prawa wodnego w 2017 r. jezioro trafiło do regionu wodnego Noteci zarządzanego przez Regionalny Zarząd Gospodarki Wodnej w Bydgoszczy. Gospodarkę rybacką na jeziorze prowadzi przedsiębiorstwo prywatne AKME Zdzisław Wiśniewski.

## Czystość wód i ochrona środowiska
Jezioro znajduje się na obszarze chronionego krajobrazu Pojezierze Puszczy Noteckiej. Dodatkowo jezioro leży w granicach dwóch obszarów sieci Natura 2000: specjalnego obszaru ochrony siedlisk „Jeziora Gościmskie” PLH080036 i obszaru specjalnej ochrony ptaków „Puszcza Notecka” PLB300015.